# سیارک ۲۵۰۹۵
سیارک ۲۵۰۹۵ (به انگلیسی: 25095 Churinov، نامگذاری:1998RT46) بیست و پنج هزار و نود و پنجمین سیارک کشف شده‌است که در ۱۴ سپتامبر ۱۹۹۸ کشف شد.
قدر مطلق سیارک برابر ۱۷.۰ است.